# Boris Godunov
Boris Feodorovich Godunov (c. 1551 – 23 de abril de 1605) foi o Czar da Rússia de 1598 até sua morte, tendo antes disso servido como regente a partir de 1585 até sua ascensão. Era filho de Teodoro Godunov e Stepanida Ivanovna, tendo sido o primeiro monarca russo que não pertencia à Casa de Rurique
Sua ação política é obstruída com o aparecimento de um impostor que afirma ser o filho assassinado de Ivan IV, Demétrio. Após surgir na fronteira polonesa, o Pseudo-Demétrio consegue amplo apoio da população camponesa, que já se encontrava insatisfeita com o governo de Godunov. O tsar acaba acusado pela opinião pública pelo assassinato do príncipe Demétrio, acabando por morrer doente, politicamente isolado. Seu filho, Teodoro II, foi assassinado pouco após sua ascensão, permitindo a coroação do príncipe impostor ainda em 1605.
Mas o falso Demétrio também perdeu em pouco tempo o apoio da maioria da população, acabando assassinado pela mesma, sendo seu corpo dilacerado e disparado por um canhão apontado para a Polônia (rival política do país e acusada de conspirar contra a nação, enviando o impostor), segundo contam alguns historiadores.